# Eurytoma laricis
Eurytoma laricis is een vliesvleugelig insect uit de familie Eurytomidae. De wetenschappelijke naam is voor het eerst geldig gepubliceerd in 1918 door Yano.